# Lycée de Mostar
Le lycée de Mostar est situé en Bosnie-Herzégovine, sur le territoire de la ville de Mostar. Il a été créé en 1893.
Autrefois dédicacé au poète Aleksa Šantić, un poète serbe bosnien, il est aujourd'hui connu sous le nom de « Vieux lycée » (Stara gimnazija). 
Le bâtiment abrite deux écoles ; une école locale et une école internationale UWCiM ; United World Colleges in Mostar.

## Architecture
Construits entre 1892 et 1902 sur des plans de l'architecte František Blažek dans un style néo-mauresque, les bâtiments du lycée sont inscrits sur la liste provisoire des monuments nationaux de Bosnie-Herzégovine.

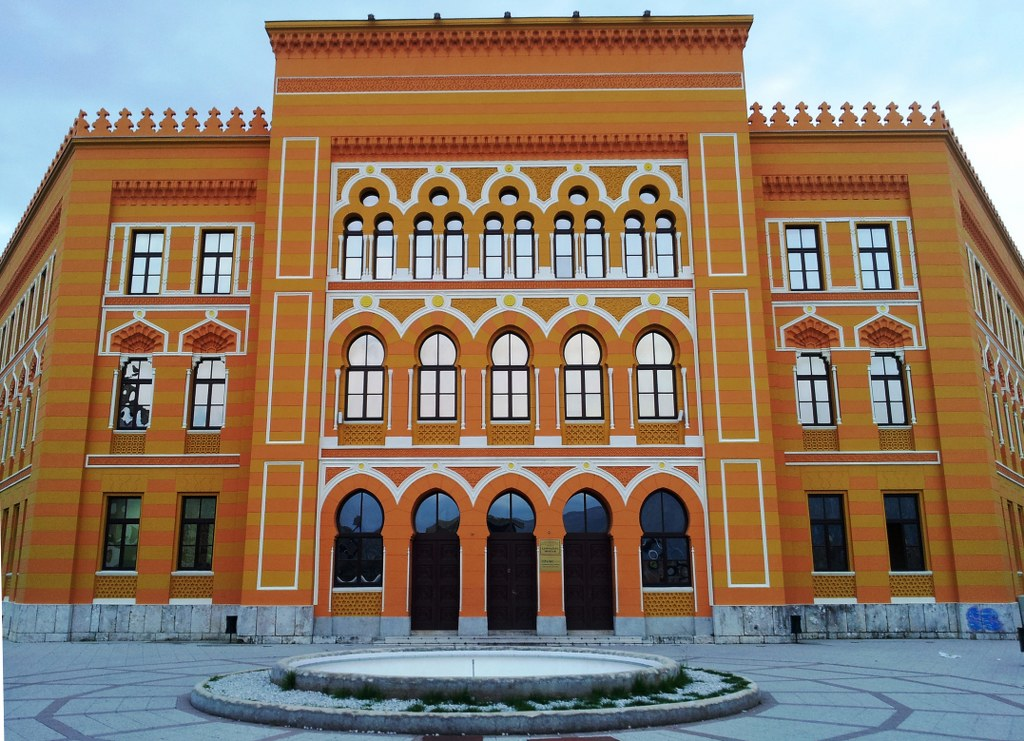
Portail d'entrée du lycée
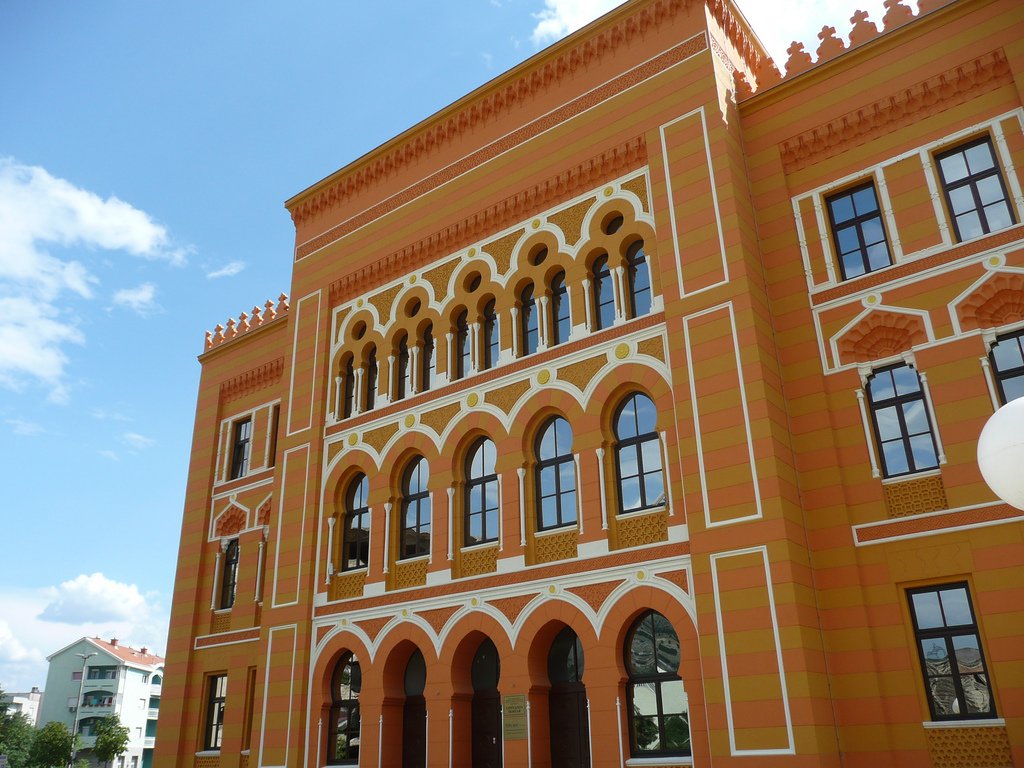
Détail de la façade du lycée